# Payrin-Augmontel

Payrin-Augmontel este o comună în departamentul Tarn din sudul Franței. În 2009 avea o populație de 2.182 de locuitori.

## Evoluția populației
| An        | 1975  | 1982  | 1990  | 1999  | 2006  | 2009  |
| --------- | ----- | ----- | ----- | ----- | ----- | ----- |
| Populație | 1.452 | 1.752 | 2.028 | 2.002 | 2.127 | 2.182 |